# Marcha del Silencio (Uruguay)

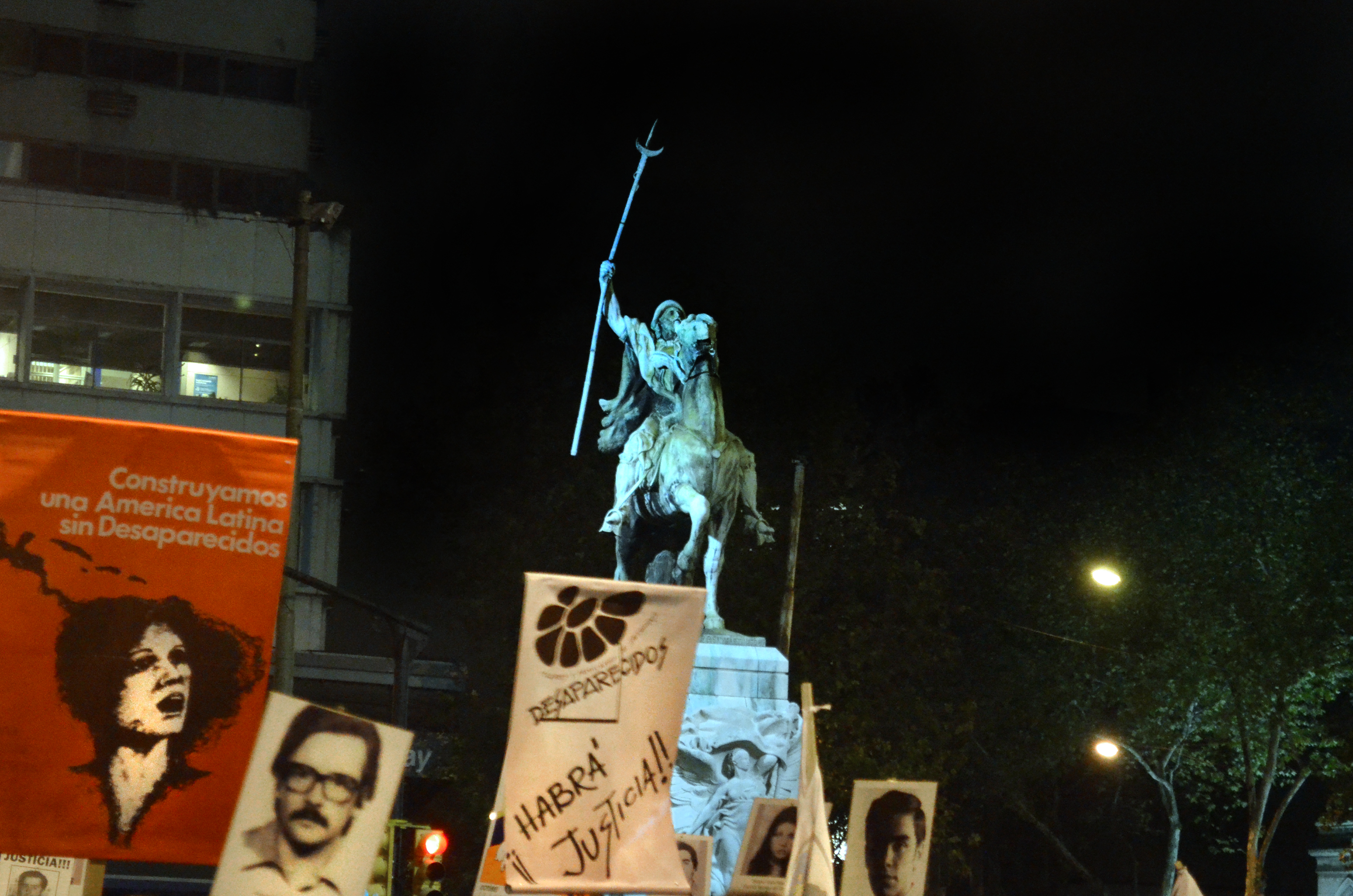
Monumento "El Gaucho" por la noche, durante la Marcha del 20 de mayo de 2013.

La Marcha del Silencio es una movilización pública que se realiza ininterrumpidamente desde 1996 todos los 20 de mayo en Montevideo, así como en varios lugares del interior de Uruguay e incluso fuera de fronteras.
En Montevideo, la manifestación comienza en Juan D. Jackson y Av. Rivera, en donde se encuentra el Monumento a los Detenidos Desaparecidos de América Latina (inaugurado en el año 2009) y finaliza en la Plaza de Cagancha, conocida popularmente como Plaza Libertad. La fecha elegida conmemora los asesinatos de Zelmar Michelini, senador del Frente Amplio, Héctor Gutiérrez Ruiz, diputado del Partido Nacional, Rosario Barredo y William Whitelaw en Buenos Aires, Argentina.
Es organizada y convocada por Madres y Familiares de Uruguayos Detenidos Desaparecidos y otras organizaciones de defensa de los derechos humanos. Su objetivo es convocar a la sociedad civil a marchar en silencio para, de esta forma, generar presión social para que se esclarezcan las desapariciones y asesinatos impunes durante la última dictadura cívico-militar en Uruguay y en América del Sur en el marco del Plan Cóndor.
En el año 2018, en Uruguay se realizaron marchas en las ciudades de Artigas, Carmelo, Flores, Florida, José Enrique Rodó, Juan Lacaze, Maldonado, Melo, Mercedes, Minas, Montevideo, Paso de los Toros, Paysandú, Piriápolis, Rivera, Salto, San José, Tacuarembó y Treinta y Tres. En el exterior, en las ciudades de Barcelona, Buenos Aires, París y Santiago de Chile.

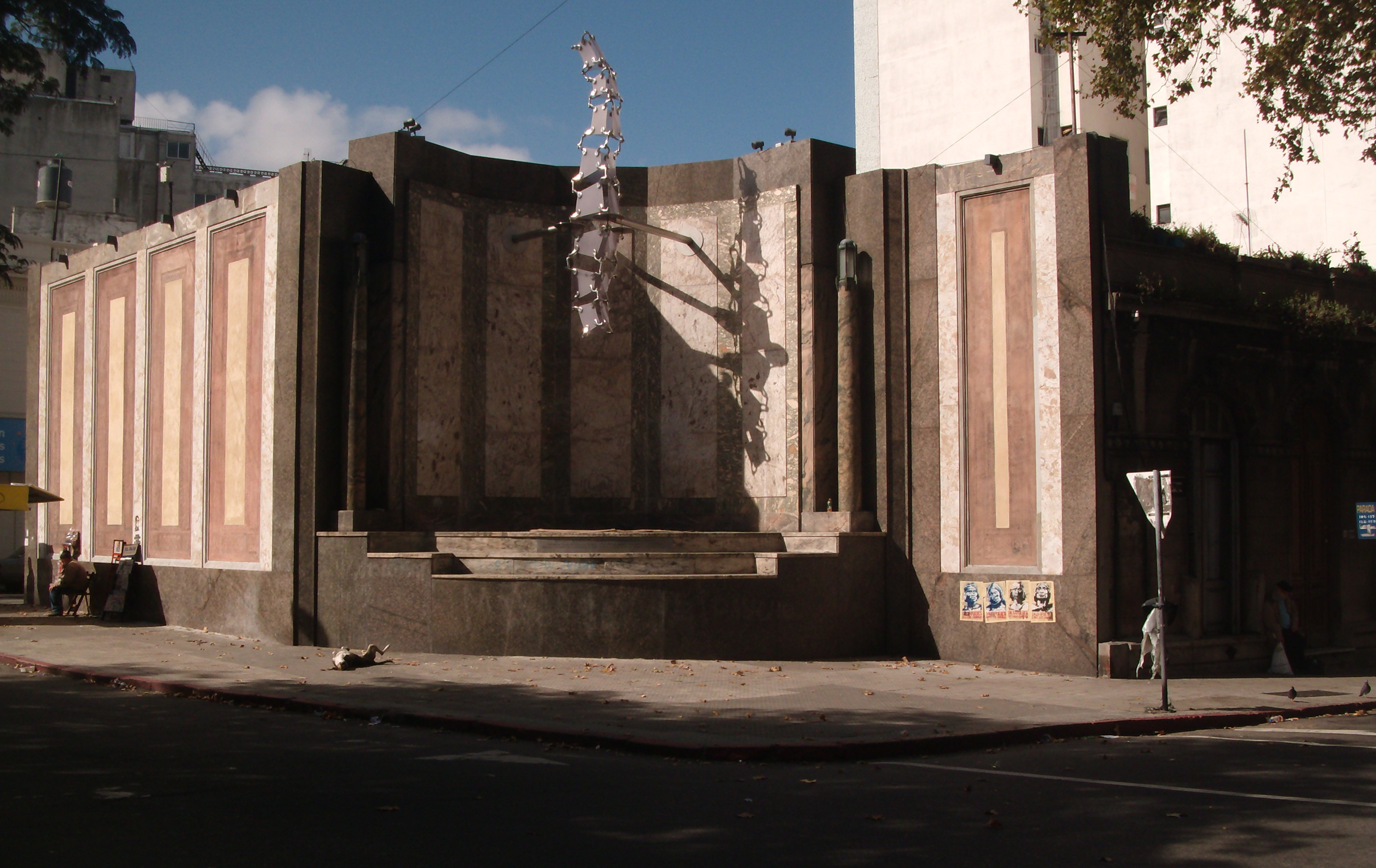
Monumento a los detenidos desaparecidos de América Latina

En 2020 y 2021, debido a la pandemia de COVID-19, las marchas se realizaron de forma virtual con actividades que cada manifestante pudo realizar en sus hogares y/o barrios.

## Consignas
- 2025, 30 veces Nunca Más: Sepan Cumplir. ¿Dónde están?
- 2024, Ellos saben donde están. Exigimos respuestas. Nunca más terrorismo de Estado. Memoria, verdad y justicia
- 2023, ¿Dónde están? Nunca más Terrorismo de Estado
- 2022, ¿Dónde están? La verdad sigue secuestrada, es responsabilidad del estado
- 2021, ¿Dónde están? No al silencio ni a la impunidad. Memoria, Verdad y Justicia[5]
- 2020, Son memoria. Son presente ¿Dónde están?
- 2019, ¡Que nos digan dónde están! Contra la impunidad de ayer y hoy
- 2018, Impunidadː responsabilidad del Estado ayer y hoy[6]
- 2017, Impunidadː responsabilidad del Estado ayer y hoy
- 2016, Ellos en nosotros, contra la impunidad de ayer y hoy, por verdad y justicia
- 2015, ¡Basta ya de impunidad! Verdad y justicia
- 2014, ¿Dónde están?, ¿por qué el silencio?

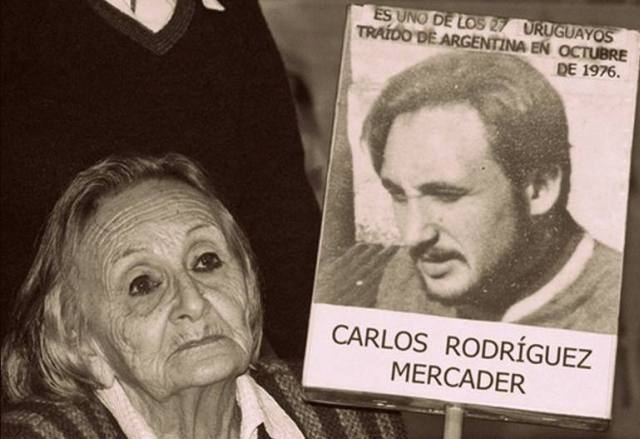
Amalia Mercader en una movilización

- 2013,  En mi patria no hay justicia, ¿quiénes son los responsables?
- 2012, Por un futuro sin impunidad, con verdad y justicia
- 2011, Verdad y justicia. Derechos de todos, responsabilidad del estado
- 2010, Sin verdad y sin justicia, no hay reconciliación
- 2009, Elegimos verdad, justicia, memoria y nunca más
- 2008, Exigimos verdad y justicia. Están en algun sitio nube o tumba están en algun sitio estoy seguro allá en el sur del alma. Mario Benedetti.
- 2007, ¿Dónde están? La verdad sigue secuestrada
- 2006, Basta de impunidad. Justicia para los crímenes de lesa humanidad
- 2005, Para el pasado verdad, en el presente justicia, siempre memoria y nunca más
- 2004, Verdad, Justicia, Memoria y Nunca Más. Por Michelini, Gutiérrez Ruiz, Barredo y Whitelaw
- 2003, ¿Dónde están? Hoy más que nunca, nunca más

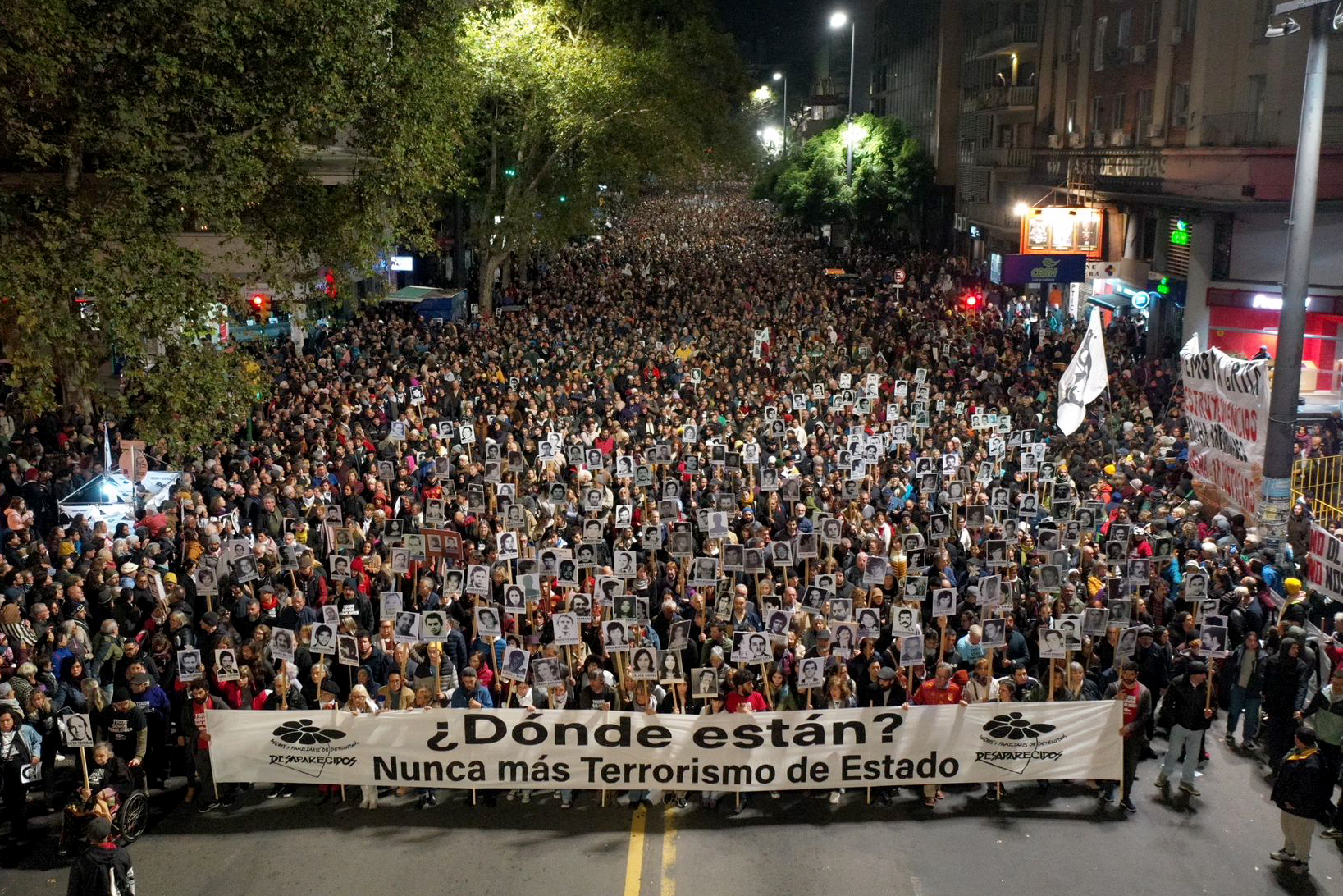
Marcha del Silencio en 2023

- Marcha del Silencio en 20232002, Sin ocultamientos ni amenazas; verdad, memoria y nunca más
- 2001, Sin verdad secuestrada, sin memoria prohibida
- 2000, ¿Dónde están? ¡La verdad es posible y necesaria!
- 1999, ¿Qué le falta a nuestra democracia? Verdad y Justicia
- 1998, La verdad nos hará libres
- 1997, Queremos la verdad
- 1996, Verdad, Memoria y Nunca más